# 51 del Serpentari
51 del Serpentari (51 Ophiuchi) és un estel a la constel·lació del Serpentari de magnitud aparent +4,26. s'hi troba a 410 anys llum de distància del sistema solar.
51 del Serpentari és un jove estel Herbig Ae/Be —l'equivalent a l'etapa T Tauri en els estels massius— amb una edat aproximada de només 700.000 ± 500.000 anys. De tipus espectral B9.5 Ve, té una temperatura efectiva de 10.250 K. Rota a gran velocitat, igual o superior a 256 ± 11 km/s, 120 vegades més de pressa que el Sol. 4 vegades més massiva que el nostre estel, brilla amb una lluminositat 312 vegades major que la lluminositat solar. El seu contingut metàl·lic sembla lleugerament més elevat que el trobat al Sol ([Fe/H] = +0,10).

## Disc circumestel·lar
Catalogada com a estel Be, 51 del Serpentari està envoltada per un jove disc de pols i gas. Hom creu que probablement es tracta d'un sistema planetari en les últimes etapes de la seva formació. El sistema pot ser anàleg al de β Pictoris en quant a la seva inclinació respecte a nosaltres —el disc s'observa de perfil des de la Terra— i en quant a la presència de línies d'absorció variables amb desplaçament cap al blau que suggereixen la caiguda de cometes.
La distància a la qual s'hi troba 51 del Serpentari és molt major que la distància que ens separa de β Pictoris i el seu disc d'enderrocs és relativament compacte. Per això, el disc entorn de 51 del Serpentari ha de ser resolt amb un interferòmetre, a diferència del de β Pictoris que ha estat observat usant imatges en l'espectre visible. Observacions recents de 51 del Serpentari realitzades amb l'Interferòmetre Nuller de l'Observatori Keck mostren que el disc té dues components diferenciades: d'una banda, un núvol central de partícules grans de pols, i per una altra, envoltant a aquest núvol, un embolcall de grandària molt major format per petites partícules de silicats que s'estenen des de ~7 ua fins a ~1.200 ua respecte a l'estel. El disc interior té un radi aproximadament quatre vegades major que la distància existent entre el Sol i la Terra, amb una densitat ~100.000 vegades major que la de la pols del nostre sistema solar. En aquest disc intern, nascut alhora que l'estel, es produeixen contínuament col·lisions entre els cossos originals; els grans grans (≥ 50 μm) resultants d'aquestes col·lisions conformen aquest disc, mentre que els grànuls de grandària ≤ 50 μm són llançats fora i finalment expulsats del sistema per la pressió de radiació. Aquesta distribució de les partícules en funció de la grandària no és única, car ha estat observada amb anterioritat en la citada β Pictoris, a Vega (α Lyrae) i en AU Microscopii.